# Mosnac (Charente-Maritime)
Mosnac é uma comuna francesa na região administrativa da Nova Aquitânia, no departamento de Charente-Maritime. Estende-se por uma área de 12,44 km². Em 2010 a comuna tinha 478 habitantes (densidade: 38,4 hab./km²).